# دولار تايواني جديد
الدولار التايواني الجديد أو الدولار التايواني، (بالصينية: 新臺幣) أو 新台幣، هي عملة جمهورية الصين في تايوان. (رمزه: TWD، ورمزه: NT$، ويُختصر أيضًا بـ NT) عادةً ما يسبق رمز $ المبلغ، لكن يتُستخدم NT$ للتمييز عن العملات الأخرى التي تحمل اسم دولار. يُستخدم الدولار التايواني الجديد كعملة في جزيرة تايوان منذ عام 1949، حيث استبدل الدولار التايواني القديم بمعدل 40,000 دولار قديم لكل دولار جديد.
الوحدة الأساسية للدولار التايواني الجديد تُسمى يوان (圓)، وهي مقسمة إلى عشرة تشياو (角) أو 100 فين (分)، لكن عمليًا لا يُستخدم التشياو أو الفين.
هناك مجموعة متنوعة من الأسماء البديلة للوحدات في تايوان. تُكتب وحدة الدولار عادة بشكل غير رسمي مع الرمز المكافئ الأكثر بساطة وهو 元، إلا عند كتابتها للمعاملات القانونية مثل تلك المعاملات في البنك، حيث يتعين كتابتها 圓 المشترك في اللفظ. في اللغة العامية، تسمى وحدة العملة 元 ( yuán، حرفيًا "دائرة") و塊( kuài، حرفيًا "قطعة") باللغة المندرينية، 箍( kho͘، حرفيا "طوق") في هوكين ، و銀 (ngiùn، حرفيًا "فضة") في الهاكا.
يتولى البنك المركزي لجمهورية الصين (تايوان) إصدار الدولار التايواني الجديد منذ عام 2000. وقبل ذلك، كان بنك تايوان هو الجهة التي أصدرت الأوراق النقدية بصفته البنك المركزي الفعلي بين عامي 1949 و1961، واستمر في إصدارها بعد ذلك كمفوّض من البنك المركزي. بدأ البنك المركزي إصدار الأوراق النقدية للدولار التايواني الجديد في يوليو 2000، وسُحبت الأوراق النقدية الصادرة عن بنك تايوان من التداول.
|                  |      | الماندرين         | هوكين التايواني      | هاكا                | إنجليزي                  | رمز      |
| ---------------- | ---- | ----------------- | -------------------- | ------------------- | ------------------------ | -------- |
| اسم العملة       | رَسمِيّ | 新臺幣 (Xīntáibì) | 新臺票 (سين تاي فيو) | 新臺幣 (سين-ثوي-بي) | الدولار التايواني الجديد | NTD، TWD |
| اسم العملة       | آخر  | 臺幣 (طيبي)       | 臺票(تاي فيو)        | 臺幣 (ثوي بي)       | الدولار التايواني الجديد | NTD، TWD |
| اسم الوحدة       | رَسمِيّ | 圓(يوان)          | 箍 (خو)              | 銀(نجيون)،箍(خيو)   | دولار                    | $        |
| اسم الوحدة       | آخر  | 元( 塊 ) (كواي)   | 箍 (خو)              | 銀(نجيون)،箍(خيو)   | دولار                    | $        |
| اسم الوحدة 1⁄10  | رَسمِيّ | 角 (جيو)          | 角 (كاك)             | 角 (كوك)            | قرش                      | 角       |
| اسم الوحدة 1⁄10  | آخر  | 毛(ماو)           | 角 (كاك)             | 角 (كوك)            | قرش                      | 角       |
| اسم الوحدة 1⁄100 |      | 分 (فين)          | 仙 (سيان)            | 仙 (سين)            | سنت                      | ¢        |

يُضاف النعت "الجديد" (新) فقط في السياقات الرسمية حيث يكون من الضروري تجنب أي غموض، رغم أن الغموض غير موجود عمليًا اليوم. تشمل هذه السياقات المعاملات المصرفية، والعقود، وتبادل العملات الأجنبية. يمكن كتابة اسم وحدة العملة إما على شكل 圓 أو 元، وكلاهما قابل للتبادل. يُنطقان yuán في الماندرين، ولكنهما يُنطقان بشكل مختلف في الهوكين التايواني (îⁿ, goân) والهاكا (yèn, ngièn). أما الاسم 仙 المستخدم في الهوكين التايواني والهاكا للإشارة إلى وحدة السنت، فهو كلمة مستعارة من الإنجليزية.
في الاستخدام الإنجليزي، غالبًا ما يُختصر الدولار التايواني الجديد إلى NT أو NT$ أو دولار NT، بينما يُستخدم الاختصار TWD عادةً في سياق أسعار الصرف الأجنبي. نادرًا ما تُستخدم التقسيمات الفرعية للدولار التايواني الجديد نظرًا لأن جميع المنتجات تقريبًا في السوق الاستهلاكية تُباع بالدولار الكامل. ومع ذلك، يمكن التعبير عن المعاملات الإلكترونية وكشوف الحسابات المصرفية بـ 1 فين (0.01 $).

## تاريخ
كانت العملات المختلفة التي تسمى اليوان أو الدولار الصادرة في الصين، وكذلك الين الياباني، مستمدة جميعها من الدولار الفضي الإسباني الأمريكي، الذي استوردته الصين بكميات كبيرة من أمريكا الإسبانية عبر الفلبين الإسبانية في تجارة مانيلا-أكابولكو جاليون من القرن السادس عشر إلى القرن العشرين. بعد استخدام الدولار الإسباني واليوان الصيني الفضي في تايوان، أصدرت الين التايواني في عام 1895، ثم الدولار التايواني القديم في عام 1946.
أصدر بنك تايوان لأول مرة الدولار التايواني الجديد في 15 يونيو 1949 ليحل محل الدولار التايواني القديم بنسبة 40 ألفًا إلى واحد. كان الهدف الأول للدولار التايواني الجديد هو إنهاء التضخم المفرط الذي ابتليت به الصين القومية بسبب الحرب الأهلية الصينية.
بعد أن استولى الشيوعيون على بكين في يناير 1949، بدأ القوميون بالتراجع إلى تايوان. وأعلنت الحكومة بعد ذلك في الأحكام المؤقتة السارية خلال فترة التمرد الشيوعي أن الدولارات التي يصدرها بنك تايوان سوف تصبح العملة الجديدة المتداولة. 
على الرغم من أن الدولار التايواني الجديد كان العملة الفعلية ‏ لتايوان، إلا أن القوانين بعد عام 1949 لا تزال تحدد اليوان الفضي ‏ أو الدولار الفضي باعتباره العملة القانونية، بقيمة 3 دولار تايواني جديد.  تتضمن العديد من القوانين القديمة غرامات ورسومًا تُدفع باليوان الفضي. ولم تُحَدَّث قيمة اليوان الفضي البالغة 3 دولارات تايوانية جديدة على الرغم من عقود من التضخم، مما جعل اليوان الفضي عملة افتراضية بحتة منذ وقت طويل، غير قابلة للتحويل إلى فضة فعلية.عندما أُلغيت الأحكام المؤقتة في عام 1991، لم يكن لجمهورية الصين عملة وطنية قانونية حتى عام 2000، عندما حلّ بنك الصين المركزي (CBC) محل بنك تايوان في إصدار أوراق النقد التايواني الجديد. وفي يوليو 2000، أصبح الدولار التايواني الجديد العملة القانونية لتايوان، ولم يعد عملة ثانوية إلى جانب اليوان الفضي. وفي ذلك الوقت، بدأ البنك المركزي بإصدار أوراق النقد التايواني الجديد، وسُحبت الأوراق النقدية التي أصدرها بنك تايوان سابقًا من التداول.
وقد تراوح سعر الصرف مقارنة بالدولار الأمريكي من أقل من عشرة إلى واحد في منتصف الخمسينيات، إلى أكثر من أربعين إلى واحد في الستينيات، ثم إلى حوالي خمسة وعشرين إلى واحد في عام 1992. سعر الصرف اعتبارًا من يوليو 2021 هو 27.93 دولارًا تايوانيًا مقابل دولار أمريكي. 

## عملات معدنية
تُسَك العملات المعدنية بواسطة دار سك العملة المركزية ‏، في حين تُطبع الأوراق النقدية بواسطة مصنع النقش والطباعة المركزي ‏. يُدار كُلٌّ منهما من قبل البنك المركزي. عملة 50 سنتًا نادرة بسبب قيمتها المنخفضة، في حين أن عملة 20 دولارًا تايوانيًا نادرة بسبب عدم رغبة الحكومة في الترويج لها[بحاجة لمصدر]. اعتبارًا من عام 2010، كانت تكلفة المواد الخام في عملة 50 سنتًا أكبر من القيمة الاسمية للعملة.

## الأوراق النقدية
بدأت السلسلة الحالية من الأوراق النقدية للدولار التايواني الجديد في التداول في يوليو 2000. قُدِّمَت هذه المجموعة عندما حل الدولار التايواني الجديد محل اليوان الفضي كعملة رسمية داخل تايوان.
تتضمن المجموعة الحالية أوراق نقدية بقيمة 100 دولار تايواني، و200 دولار تايواني، و500 دولار تايواني، و1000 دولار تايواني، و2000 دولار تايواني. تجدر الإشارة إلى أن الأوراق النقدية من فئة 200 دولار تايواني و2000 دولار تايواني لا يستخدمها المستهلكون بشكل شائع. وقد يكون هذا راجعًا إلى ميل المستهلكين إلى استخدام عدة أوراق نقدية من فئة 100 أو 500 دولار تايواني جديد لتغطية نطاق 200 دولار تايواني جديد، فضلاً عن استخدام عدة أوراق نقدية من فئة 1000 دولار تايواني جديد أو بطاقات الائتمان/الخصم بدلاً من ورقة فئة 2000 دولار تايواني جديد. وقد يكون الافتقار إلى الترويج الحكومي أيضًا عاملًا مساهمًا في الافتقار العام إلى الاستخدام.
ومن السهل نسبيا على الحكومة أن تنشر هذه الفئات من خلال الهيئات الحكومية المختلفة التي تتعامل رسميا مع المواطنين، مثل مكتب البريد، أو مصلحة الضرائب، أو البنوك المملوكة للدولة. هناك أيضًا نظرية مؤامرة ضد الحزب الديمقراطي التقدمي، وهو الحزب الحاكم في الوقت الذي صدرت فيه فئات الـ 200 و 2000 دولار تايواني جديد. تنص المؤامرة على أن وضع صورة شيانج كاي شيك على ورقة نقدية نادرة الاستخدام من شأنه "عمليًا" إزالته من العملة بينما إدراجه "اسميًا" على العملة لن يزعج المؤيدين على الجانب الآخر من الطيف السياسي كثيرًا ( ائتلاف عموم الأزرق ‏ ).[بحاجة لمصدر]
| السلسلة 1999 | السلسلة 1999 | السلسلة 1999 | السلسلة 1999  | السلسلة 1999       | السلسلة 1999                     | السلسلة 1999      | السلسلة 1999     | السلسلة 1999   | السلسلة 1999 | السلسلة 1999            |
| الصورة       | القيمة       | الأبعاد      | اللون الأساسي | الوصف              | الوصف                            | الوصف             | تاريخ            | تاريخ          | تاريخ        | ملاحظة                  |
| الصورة       | القيمة       | الأبعاد      | اللون الأساسي | الوجه              | الظهر                            | العلامة المائية   | الطباعة          | الإصدار        | السحب        | ملاحظة                  |
| ------------ | ------------ | ------------ | ------------- | ------------------ | -------------------------------- | ----------------- | ---------------- | -------------- | ------------ | ----------------------- |
|              | 100 دولار    | 145 × 70 ملم | أحمر          | سون يات سين        | مبنى تشونغ شان                   | برقوق مومي والفئة | 2000 (مينغوو 89) | 2 يوليو 2001   |              |                         |
|              | 200 دولار    | 150 × 70 ملم | أخضر          | شيانج كاي شيك      | مبنى المكتب الرئاسي              | سحلبية والفئة     | 2001 (مينغوو 90) | 2 يناير 2001   |              |                         |
|              | 500 دولار    | 155 × 70 ملم | بني           | فريق بيسبول        | أيل فورموسان سيكا وجبل داباجيان  | خيزران والفئة     | 2000 (مينغوو 89) | 10 ديسمبر 2000 | 1 أغسطس 2007 | بدون شريط ثلاثي الأبعاد |
|              | 500 دولار    | 155 × 70 ملم | بني           | فريق بيسبول        | أيل فورموسان سيكا وجبل داباجيان  | خيزران والفئة     | 2004 (مينغوو 93) | 20 يوليو 2005  |              | مع شريط ثلاثي الأبعاد   |
|              | 1000 دولار   | 160 × 70 ملم | أزرق          | أطفال (أخطاء 1999) | دراج ميكادو ويو شان              | أقحوان والفئة     | 1999 (مينغوو 88) | 3 يوليو 2000   | 1 أغسطس 2007 | بدون شريط ثلاثي الأبعاد |
|              | 1000 دولار   | 160 × 70 ملم | أزرق          | أطفال (أخطاء 1999) | دراج ميكادو ويو شان              | أقحوان والفئة     | 2004 (مينغوو 93) | 20 يوليو 2005  |              | مع شريط ثلاثي الأبعاد   |
|              | 2000 دولار   | 165 × 70 ملم | بنفسجي        | فورموسات-1         | سمك السلمون التايواني وجبل نانهو | صنوبر والفئة      | 2001 (مينغوو 90) | 1 يوليو 2002   |              | مع شريط ثلاثي الأبعاد   |

سُحِبَت الأوراق النقدية من فئة 500 دولار لعام 2000 وفئة 1000 دولار لعام 1999 بدون شريط ثلاثي الأبعاد رسميًا من التداول في 1 أغسطس 2007. كانت قابلة للاسترداد في البنوك التجارية حتى 30 سبتمبر 2007. اعتبارًا من 1 أكتوبر 2007، أصبح بنك تايوان ‏ هو الوحيد الذي يقبل مثل هذه الأوراق النقدية. 

### ورقة نقدية تذكارية بقيمة 100 دولار
في 6 يناير 2011، أصدر البنك المركزي لجمهورية الصين ورقة نقدية تذكارية متداولة من فئة 100 دولار تايواني جديد بموجب العطاء القانوني، احتفالًا بالذكرى المئوية لتأسيس جمهورية الصين. تبلغ أبعاد الورقة النقدية الحمراء 145 × 70 ملم، وتتميز بصورة للدكتور سون يات سين على الوجه الأمامي، ومبنى تشونغ شان على الوجه الخلفي. لا يختلف تصميمها عن الورقة النقدية العادية من فئة 100 دولار تايواني جديد، باستثناء النص الصيني على ظهر الورقة، والذي يحمل عبارة: "الاحتفال بمرور 100 عام على تأسيس جمهورية الصين" (慶祝中華民國建國一百年).

## أسعار الصرف الحالية
| عملة               | ISO 4217 رمز | رمز أو اختصار | نسبة الحجم اليومي | نسبة الحجم اليومي | تغيرر (2019–2022) |
| عملة               | ISO 4217 رمز | رمز أو اختصار | أبريل 2019        | أبريل 2022        | تغيرر (2019–2022) |
| ------------------ | ------------ | ------------- | ----------------- | ----------------- | ----------------- |
| دولار أمريكي       | USD          | $, US$        | 88.3%             | 88.5%             | 0.2نقطة مئوية     |
| يورو               | EUR          | €             | 32.3%             | 30.5%             | 1.8نقطة مئوية     |
| ين ياباني          | JPY          | ¥, 円         | 16.8%             | 16.7%             | 0.1نقطة مئوية     |
| جنيه إسترليني      | GBP          | £             | 12.8%             | 12.9%             | 0.1نقطة مئوية     |
| رنمنبي             | CNY          | ¥, 元         | 4.3%              | 7.0%              | 2.7نقطة مئوية     |
| دولار أسترالي      | AUD          | $, A$         | 6.8%              | 6.4%              | 0.4نقطة مئوية     |
| دولار كندي         | CAD          | $, Can$       | 5.0%              | 6.2%              | 1.2نقطة مئوية     |
| فرنك سويسري        | CHF          | Fr., fr.      | 4.9%              | 5.2%              | 0.3نقطة مئوية     |
| دولار هونغ كونغ    | HKD          | $, HK$, 元    | 3.5%              | 2.6%              | 0.9نقطة مئوية     |
| دولار سنغافوري     | SGD          | $, S$         | 1.8%              | 2.4%              | 0.6نقطة مئوية     |
| كرونة سويدية       | SEK          | kr, Skr       | 2.0%              | 2.2%              | 0.2نقطة مئوية     |
| وون كوري جنوبي     | KRW          | ₩, 원         | 2.0%              | 1.9%              | 0.1نقطة مئوية     |
| كرونة نرويجية      | NOK          | kr, Nkr       | 1.8%              | 1.7%              | 0.1نقطة مئوية     |
| دولار نيوزيلندي    | NZD          | $, $NZ        | 2.1%              | 1.7%              | 0.4نقطة مئوية     |
| روبية هندية        | INR          | ₹             | 1.7%              | 1.6%              | 0.1نقطة مئوية     |
| بيزو مكسيكي        | MXN          | $, Mex$       | 1.7%              | 1.5%              | 0.2نقطة مئوية     |
| دولار تايواني جديد | TWD          | $, NT$, 圓    | 0.9%              | 1.1%              | 0.2نقطة مئوية     |
| راند جنوب إفريقي   | ZAR          | R             | 1.1%              | 1.0%              | 0.1نقطة مئوية     |
| ريال برازيلي       | BRL          | R$            | 1.1%              | 0.9%              | 0.2نقطة مئوية     |
| كرونة دنماركية     | DKK          | kr., DKr      | 0.6%              | 0.7%              | 0.1نقطة مئوية     |
| زلوتي بولندي       | PLN          | zł, Zl        | 0.6%              | 0.7%              | 0.1نقطة مئوية     |
| بات تايلندي        | THB          | ฿, B          | 0.5%              | 0.4%              | 0.1نقطة مئوية     |
| روبية إندونيسية    | IDR          | Rp            | 0.4%              | 0.4%              | Steady            |
| كرونة تشيكية       | CZK          | Kč, CZK       | 0.4%              | 0.4%              | Steady            |
| درهم إماراتي       | AED          | د.إ, Dh(s)    | 0.2%              | 0.4%              | 0.2نقطة مئوية     |
| ليرة تركية         | TRY          | ₺, TL         | 1.1%              | 0.4%              | 0.7نقطة مئوية     |
| فورنت مجري         | HUF          | Ft            | 0.4%              | 0.3%              | 0.1نقطة مئوية     |
| بيزو تشيلي         | CLP          | $, Ch$        | 0.3%              | 0.3%              | Steady            |
| ريال سعودي         | SAR          | ریال, SRl(s)  | 0.2%              | 0.2%              | Steady            |
| بيزو فلبيني        | PHP          | ₱             | 0.3%              | 0.2%              | 0.1نقطة مئوية     |
| رينغيت ماليزي      | MYR          | RM            | 0.2%              | 0.2%              | Steady            |
| بيزو كولومبي       | COP          | $, Col$       | 0.2%              | 0.2%              | Steady            |
| روبل روسي          | RUB          | ₽, руб        | 1.1%              | 0.2%              | 0.9نقطة مئوية     |
| ليو روماني         | RON          | —, leu        | 0.1%              | 0.1%              | Steady            |
| سول بيروي          | PEN          | S/            | 0.1%              | 0.1%              | Steady            |
| عملات أخرى         | عملات أخرى   | عملات أخرى    | 2.0%              | 2.4%              | 0.4نقطة مئوية     |
| مجموع              | مجموع        | مجموع         | 200.0%            | 200.0%            |                   |

## روابط خارجية
- (بالصينية والإنجليزية) SinoBanknote
- (بالصينية) Banknotes of Matsu, Quemoy and Tachen
- (بالصينية) The Central Bank page showcasing all obsolete issues of the new Taiwan dollar in all denominations
- Close up image of a circulated 50 NT coin نسخة محفوظة 7 July 2011 على موقع واي باك مشين.
- (بالإنجليزية، الألمانية، والفرنسية) Historical and current banknotes of Taiwan
- (بالإنجليزية) Taiwan coin catalog for collectors